# يهورام ملك إسرائيل
يهورام بن أخاب (بالعبرية: יְהוֹרָם‏) هو الملك التاسع لمملكة إسرائيل الشمالية القديمة وابن الملك أخاب والملكة إيزابل، خلف أخيه الأكبر الملك أخزيا الذي حكم لسنتين فقط. حكم من مدينة السامرة.

## حكمه
بدأ يهورام في الحكم في إسرائيل في السنة الثامنة عشر لحكم يهوشافاط ملك يهوذا، وحكم 12 سنة. أرخ ويليام أولبرايت عهده من 849 إلى 842 قبل الميلاد، في حين أرخ إدوين ثيلي عهده من 852 إلى 841 قبل الميلاد.
على عكس أسلافه، لم يعبد يهورام بعل، وأزال تمثال بعل، ومع ذلك يقول سفر الملوك الثاني أنه لا زال يعبد العجلين على خطى يربعام. تحالف يهورام مع يهوشافاط ملك يهوذا، وهاجم يهورام ميشع، ملك الموآبيين في الحرب بين آرام دمشق وإسرائيل، وأخبرهم النبي إليسع بالطريقة التي يتغلبون بها على الموآبيين. ثم حاصر بن هدد السامرة، وحدثت مجاعة في المدينة لمدة 7 سنين، فسعى يهورام لقطع رأس النبي اليسع. لكنه عدل عن ذلك بعدما بشره اليسع بقرب انهاء الحصار؛ وسرعان ما تم رفع الحصار، وتمت استعادة العلاقة القديمة بين الملك والنبي. 
عندما تمرد حزائيل ملك الآراميين في دمشق، قام يهورام بالتحالف مع ابن أخته أخزيا ملك يهوذا، وانطلق الملكان لاستعادة راموت جلعاد من آرام، ولكن خسروا، وأصيب يهورام في القتال، وانسحب إلى يزرعيل للتعافي. وتمرد عليه ياهو، وقتله بسهم في ظهره واستولى على عرشه، وكان يهورام آخر ملك من نسل عمري.